# Конкой Жофія
Жофія Конкой (угор. Konkoly Zsófia; 12 березня 2002, Печ) — угорська плавчиня, дворазова паралімпійська чемпіонка, дворазова чемпіонка світу та триразова чемпіонка Європи.

## Життєпис
Народилася з дислалією через вроджену ваду, права рука не була повністю розвинена. Почала займатися плаванням у Печі в 2008 році, після того, як почав займатися її брат. Закінчив початкову школу Bártfa Utcai у Печі, а з 2021 року є студентом Університету Печа за спеціальністю соціальна робота.

## Спортивна кар'єра
На Паралімпіаді в Ріо-2016 виборола бронзову медаль на дистанції 100 метрів батерфляєм у віці чотирнадцяти років. У цьому ж році на чемпіонаті Європи, що проходив у Португалії, посіла 3-тє місце в запливі на 400 метрів, естафеті 4 × 100 і 100 метрів на спині. Через два роки на чемпіонаті континенту в Дубліні повторила цей результат на дистанції 400 метрів вільним стилем. Бронзова призерка на дистанції 100 метрів на спині (категорія S9) на Чемпіонаті світу з плавання та пауерліфтингу 2017 року в Мехіко. На Чемпіонаті Європи-2020, який перенесли через епідемію коронавірусу, виграла золоту медаль на дистанціях 200 комплексом, 400 метрів брасом і 100 метрів батерфляєм. На Паралімпіаді в Токіо, яка відбулася влітку 2021 року і була перенесена на рік через пандемію, виграла золоту медаль на дистанції 100 метрів батерфляєм, встановивши новий паралімпійський рекорд і срібні медалі на дистанції 400 метрів вільним стилем та 200 метрів комплексом.
На Чемпіонаті світу з водного плавання 2022 року на Мадейрі виграла золото на дистанціях 100 метрів батерфляєм (S9) і 200 метрів комплексом (SM9), а також срібло на дистанції 400 метрів брасом (S9). На Чемпіонаті Європи 2024 року захистила титул на дистанції 100 метрів батерфляєм, здобула срібні медалі на дистанціях 200 метрів комплексом і 400 метрів вільним стилем.
На Паралімпійських іграх у Парижі 2024 року  фіналіст із другим найкращим часом у категорії S9 у спринті на 400 метрів, а у фіналі поступово наздогнала свогою суперницю з Австралії та виграла свій другий паралімпійський титул.